# Митрофан и Дормидолски
„Митрофан и Дормидолски“ е повест от Иван Вазов.
Повестта е отпечатана за пръв път в пловдивското списание „Наука“ – г. I (1881), кн. V (август), стр. 339–351, кн. VI (септември), стр. 431–446, кн. VII (октомври), стр. 519–539, кн. VIII (ноември), стр. 628–635 – под заглавието „Митрофан“. Издадена е като отделна книжка под същото заглавие през 1882 г. от Д. В. Манчов в Пловдив. Повестта „Митрофан и Дормидолски“ е отпечатана в първата годишнина на сп. „Наука“, както и в спомените „Неотдавна“, и е вторият опит на Вазов в областта на белетристиката. В повестта липсва конкретен биографичен момент, но тя се основава на личен опит – работата в Берковския съд.
Първоначално у Вазов съществува колебание относно жанровия характер на творбата – при първата ѝ публикация тя е назована „нувела“, а при второто ѝ издание обаче е определена като „повест“.
През годините в различните издания на повестта нейни рецензенти са били Захари Стоянов и д-р Кръстев, които окачествяват „Митрофан и Дормидолски“ като похватно съчетаване между комедията „Ревизор“ и повестта „О том, как поссорился Иван Иванич с Иваном Никифоровичом“ на Гогол, пренесено на българска почва във времето на образуването на България. Днес е наистина документално доказано, че главните герои на повестта Иван Аспазиевич Дормидолски и Митрофан Дакито имат съвсем конкретни прототипове – помощник-адвокатът Иван Стоянов и членът на окръжния съд в Берковица Йордан Шишков от времето на Вазовото съдийство. Приликата е визуализирана дори със снимков материал.